# The Sarah Jane Adventures
The Sarah Jane Adventures is een spin-off van de Britse sciencefictionserie Doctor Who, bedacht door Russel T Davies. De eerste aflevering, getiteld Invasion of the Bane, werd op 1 januari 2007 door de CBBC uitgezonden. Deze jeugdserie draait om Sarah Jane Smith, een voormalig reisgenoot van The Doctor, die nu met een drietal tieners de wereld beschermt tegen allerlei buitenaardse wezens.

## Rolverdeling
- Elisabeth Sladen als Sarah Jane Smith
- Tommy Knight als Luke Smith
- Yasmin Paige als Maria Jackson
- Daniel Anthony als Clyde Langer
- Anjli Mohindra als Rani Chandra
- Alexander Armstrong als Mr. Smith